# Pont Rouge
Pour les articles homonymes, voir pont Rouge (homonymie).
Le pont Rouge (en arménien Կարմիր կամուրջ, Karmir Gamourtch) franchit la rivière Hrazdan à Erevan, la capitale de l'Arménie.
Le pont à quatre arcs fut construit en pierre en 1679 juste en dessous de la fabrique de vin d'Erevan (à l'époque une forteresse). Construit juste après le grand séisme et financé par le riche marchand Hoca P'ilavi, il fut profondément modifié en 1830 par les Russes.
Avant le XVIIe siècle, il y avait déjà, depuis des siècles, un pont au même endroit qui permettait de relier la forteresse d'Erevan aux fermes de la plaine de l'Ararat et aux routes des caravanes.
Il tient son nom de pont rouge de la couleur rose du tuf utilisé pour sa construction.